# Copa Libertadores da América de 1998
A edição de 1998 da Copa Libertadores da América foi a 39.ª edição da competição de futebol realizada todos os anos pela Confederação Sul-Americana de Futebol. Equipes das dez associações sul-americanas participaram do torneio, além dos clubes do México, que pela primeira vez disputaram o torneio; os mexicanos, porém, necessitaram disputar uma fase preliminar contra equipes da Venezuela. Foi a primeira vez que a Taça Libertadores passou a ter um patrocínio, o que aumentou significativamente o interesse dos clubes pela competição, devido aos valores distribuídos em premiações. A Taça Libertadores de 1998 foi, até então, a edição com o maior número de ex-campeões presentes, sete no total, empatando com as edições de 1984 e 1997, feito só superado na edição de 2001, com nove ex-campeões, devido ao aumento no número de clubes na competição, ocorrido em 2000.
A competição foi vencida pelo Vasco da Gama, do Brasil, após derrotar o Barcelona, do Equador, em ambas as partidas da Final. Na partida de ida, realizada em São Januário, Rio de Janeiro, vitória por 2 a 0, em 12 de agosto. Na partida de volta, nova vitória, desta vez por 2 a 1, no Estádio Isidro Romero, em Guayaquil, em 26 de agosto. O clube brasileiro garantiu, assim, uma vaga na Copa Intercontinental de 1998, que foi disputada no Japão. A conquista foi ainda mais marcante para o clube, por ter ocorrido no ano de seu centenário, ocorrido cinco dias antes da partida decisiva.
Antes de chegar à final, o Vasco da Gama eliminou, nas semifinais, o River Plate, da Argentina, que possuía uma das melhores equipes da América do Sul à época, e que tinha sido campeão da Libertadores dois anos antes, em 1996. No primeiro jogo, disputado no Rio de Janeiro, no Estádio São Januário, o Vasco venceu por 1 a 0. Na partida de volta, realizada em Buenos Aires, no Estádio Monumental de Nuñez, o Vasco empatou em 1 a 1 com o River Plate graças a um gol de falta marcado por Juninho aos 37 minutos do segundo tempo. Esse gol foi tão marcante que viraria letra de cântico da própria torcida do Vasco, anos depois. Nas quartas-de-final do torneio, o Vasco da Gama eliminou o compatriota Grêmio, campeão da Libertadores três anos antes, em 1995. A partida de ida foi realizada no Estádio Olímpico em Porto Alegre e terminou empatada em 1 a 1. Na partida de volta, realizada no Estádio São Januário, o Vasco venceu por 1 a 0.
Nas oitavas-de-final, o Vasco eliminou o Cruzeiro, que defendia o título de campeão da Libertadores da América de 1997. O primeiro jogo , realizado no Estádio São Januário, terminou com vitória do Vasco por 2 a 1. Na segunda partida, realizada no Mineirão, houve empate por 0 a 0. Na fase de grupos, o Vasco se classificou na segunda colocação, com oito pontos, atrás do Grêmio, com 12 pontos. As equipes brasileiras, ao lado do América do México, que também se classificou, formavam o grupo 2 da competição, que ainda continha o Chivas Guadalajara, também do México, que ficou na lanterna, com apenas seis pontos conquistados.
O técnico que conduziu o Vasco da Gama à conquista foi Antônio Lopes, que comandou uma das melhores gerações do clube brasileiro em todos os tempos, em uma equipe que tinha nomes como o goleiro Carlos Germano, o zagueiro Mauro Galvão, o lateral Felipe, os meio-campistas Ramon, Pedrinho e Juninho Pernambucano, além dos atacantes Donizete e Luizão.

## Regulamento
Nesta edição de Libertadores houve a estreia dos clubes mexicanos no torneio, disputando a primeira fase contra as equipes venezuelanas. Foram duas equipes de cada país, que disputaram um quadrangular, com os clubes de um país jogando contra os do outro em turno e returno. Os dois melhores desta fase seguiram para a fase de grupos.
A partir da fase de grupos, os dois times classificados da primeira fase se juntaram a outros 18 classificados de forma direta, e foram divididos em cinco grupos de quatro equipes cada, que jogaram entre si em sistema de turno e returno. Classificaram-se para a fase final os três primeiros colocados de cada chave, mais o Cruzeiro, do Brasil, campeão da Libertadores de 1997. Na fase final, as equipes se enfrentaram em jogos eliminatórios, com partidas de ida e volta, até a grande final.

## Equipes Classificadas
| País                               | Equipe                 | Classificação                                                                                    |
| ---------------------------------- | ---------------------- | ------------------------------------------------------------------------------------------------ |
| Argentina · (2 vagas)              | River Plate            | Campeão do Torneio Apertura 1996 e Torneio Clausura 1997                                         |
| Argentina · (2 vagas)              | Colón                  | Vice-Campeão do Torneio Clausura 1997                                                            |
| Bolívia · (2 vagas)                | Bolívar                | Campeão do Campeonato Boliviano de 1997                                                          |
| Bolívia · (2 vagas)                | Oriente Petrolero      | Vice-campeão do Campeonato Boliviano de 1997                                                     |
| Brasil · (2 vagas + atual campeão) | Cruzeiro               | Campeão da Copa Libertadores de 1997                                                             |
| Brasil · (2 vagas + atual campeão) | Vasco da Gama          | Campeão do Campeonato Brasileiro de 1997                                                         |
| Brasil · (2 vagas + atual campeão) | Grêmio                 | Campeão da Copa do Brasil de 1997                                                                |
| Chile · (2 vagas)                  | Universidad Católica   | Campeão do Torneio Apertura de 1997                                                              |
| Chile · (2 vagas)                  | Colo-Colo              | Vice-campeão do Torneio Clausura de 1997                                                         |
| Colômbia · (2 vagas)               | América de Cali        | Campeão do Campeonato Colombiano de 1997                                                         |
| Colômbia · (2 vagas)               | Atlético Bucaramanga   | Campeão do Torneo Adecuación de 1997                                                             |
| Equador · (2 vagas)                | Barcelona de Guayaquil | Campeão do Campeonato Equatoriano de 1997                                                        |
| Equador · (2 vagas)                | Deportivo Quito        | Vice-campeão do Campeonato Equatoriano de Futebol de 1997                                        |
| Paraguai · (2 vagas)               | Olimpia                | Campeão do Campeonato Paraguaio de 1997                                                          |
| Paraguai · (2 vagas)               | Cerro Porteño          | Vice-campeão do Campeonato Paraguaio de Futebol de 1997                                          |
| Peru · (2 vagas)                   | Alianza Lima           | Campeão do Campeonato Peruano de 1997                                                            |
| Peru · (2 vagas)                   | Sporting Cristal       | Campeão da Liguilla Pré-Libertadores 1997                                                        |
| Uruguai · (2 vagas)                | Peñarol                | Campeão da Liguilla Pré-Libertadores de 1997                                                     |
| Uruguai · (2 vagas)                | Nacional               | Vice-campeão da Liguilla Pré-Libertadores de 1997                                                |
| Venezuela · (2 vagas)              | Caracas                | Campeão do Campeonato Venezuelano 1997                                                           |
| Venezuela · (2 vagas)              | Atlético Zulia         | Vice-campeão do Campeonato Venezuelano de Futebol de 1997                                        |
| México · (2 vagas)                 | América                | Melhor pontuação dos Torneios Apertura de 1996 e Clausura de 1997 do Campeonato Mexicano         |
| México · (2 vagas)                 | Chivas Guadalajara     | Segunda melhor pontuação dos Torneios Apertura de 1996 e Clausura de 1997 do Campeonato Mexicano |

## Transmissão

### No Brasil
No Brasil os jogos dos clubes brasileiros foram transmitidos pela Rede Globo na TV aberta e pela SporTV na TV por assinatura.

## Primeira Fase
Esta fase foi disputada entre 4 e 26 de fevereiro. Quatro equipes, de México e Venezuela, participaram desta fase, onde os dois melhores se classificaram para a fase seguinte. A fórmula de disputa foi a seguinte: um quadrangular no qual as equipes se enfrentaram em turno e returno, porém não houve jogos entre times do mesmo país.
| Equipe             | Pts | J | V | E | D | GP | GC | SG |
| ------------------ | --- | - | - | - | - | -- | -- | -- |
| Chivas Guadalajara | 10  | 4 | 3 | 1 | 0 | 12 | 5  | +7 |
| América            | 7   | 4 | 2 | 1 | 1 | 7  | 3  | +4 |
| Caracas            | 5   | 4 | 1 | 2 | 1 | 4  | 6  | -2 |
| Atlético Zulia     | 0   | 4 | 0 | 0 | 4 | 4  | 13 | -9 |

|                    | AME | ZUL | CAR | CHI |
| ------------------ | --- | --- | --- | --- |
| América            | –   | 4-1 | 1-1 | –   |
| Atlético Zulia     | 0-2 | –   | –   | 2-3 |
| Caracas            | 1–0 | –   | –   | 1–1 |
| Chivas Guadalajara | –   | 4-1 | 4-1 | –   |

## Fase de grupos
As partidas da fase de grupos foram disputadas entre 25 de fevereiro e 9 de abril. As três melhores equipes de cada grupo avançaram para a fase final, além do Cruzeiro, que se classificou diretamente para a fase final por ter sido o campeão da Taça Libertadores da América de 1997, totalizando, assim, 16 classificados.
|  | Equipes classificadas para a fase final |
|  | Equipes eliminadas                      |

### Grupo 1
| Equipe                 | Pts | J | V | E | D | GP | GC | SG |
| ---------------------- | --- | - | - | - | - | -- | -- | -- |
| América de Cali        | 11  | 6 | 3 | 2 | 1 | 10 | 5  | +5 |
| Barcelona de Guayaquil | 9   | 6 | 2 | 3 | 1 | 5  | 3  | +2 |
| Atlético Bucaramanga   | 7   | 6 | 2 | 1 | 3 | 5  | 6  | -1 |
| Deportivo Quito        | 5   | 6 | 1 | 2 | 3 | 3  | 9  | -6 |

|                        | AME | BUC | BSC | QUI |
| ---------------------- | --- | --- | --- | --- |
| América de Cali        | –   | 2-2 | 1-1 | 2–1 |
| Atlético Bucaramanga   | 0–1 | –   | 1-0 | 2-0 |
| Barcelona de Guayaquil | 1-0 | 2-0 | –   | 0-0 |
| Deportivo Quito        | 0-4 | 1-0 | 1-1 | –   |

### Grupo 2
| Equipe             | Pts | J | V | E | D | GP | GC | SG |
| ------------------ | --- | - | - | - | - | -- | -- | -- |
| Grêmio             | 12  | 6 | 4 | 0 | 2 | 6  | 5  | +1 |
| Vasco da Gama      | 8   | 6 | 2 | 2 | 2 | 7  | 4  | +3 |
| América            | 8   | 6 | 2 | 2 | 2 | 6  | 5  | +1 |
| Chivas Guadalajara | 6   | 6 | 2 | 0 | 4 | 2  | 7  | -5 |

|                    | AME | CHI | GRE | VAS |
| ------------------ | --- | --- | --- | --- |
| América            | –   | 2-0 | 1-2 | 1–1 |
| Chivas Guadalajara | 0–1 | –   | 1-0 | 1-0 |
| Grêmio             | 1-0 | 2-0 | –   | 1-0 |
| Vasco da Gama      | 1-1 | 2-0 | 3-0 | –   |

### Grupo 3
| Equipe               | Pts | J | V | E | D | GP | GC | SG |
| -------------------- | --- | - | - | - | - | -- | -- | -- |
| Olimpia              | 13  | 6 | 4 | 1 | 1 | 14 | 6  | +8 |
| Colo-Colo            | 7   | 6 | 2 | 1 | 3 | 8  | 10 | -2 |
| Cerro Porteño        | 7   | 6 | 2 | 1 | 3 | 6  | 9  | -3 |
| Universidad Católica | 7   | 6 | 2 | 1 | 3 | 5  | 8  | -3 |

|                      | CPO | COL | OLI | UCA |
| -------------------- | --- | --- | --- | --- |
| Cerro Porteño        | –   | 2-0 | 1-2 | 0-0 |
| Colo-Colo            | 1-2 | –   | 1-3 | 3-2 |
| Olimpia              | 5-1 | 1-1 | –   | 2-0 |
| Universidad Católica | 1-0 | 0-2 | 2-1 | –   |

### Grupo 4
| Equipe            | Pts | J | V | E | D | GP | GC | SG |
| ----------------- | --- | - | - | - | - | -- | -- | -- |
| Bolívar           | 13  | 6 | 4 | 1 | 1 | 9  | 7  | +2 |
| Peñarol           | 10  | 6 | 3 | 1 | 2 | 12 | 5  | +7 |
| Nacional          | 6   | 6 | 2 | 0 | 4 | 11 | 12 | -1 |
| Oriente Petrolero | 5   | 6 | 1 | 2 | 3 | 7  | 15 | -8 |

|                   | BOL | NAC | OPE | PEN |
| ----------------- | --- | --- | --- | --- |
| Bolívar           | –   | 2-0 | 3-2 | 1–0 |
| Nacional          | 4–1 | –   | 4-1 | 1-4 |
| Oriente Petrolero | 1-1 | 2-1 | –   | 0-0 |
| Peñarol           | 0-1 | 2-1 | 6-1 | –   |

### Grupo 5
| Equipe           | Pts | J | V | E | D | GP | GC | SG |
| ---------------- | --- | - | - | - | - | -- | -- | -- |
| River Plate      | 16  | 6 | 5 | 1 | 0 | 15 | 6  | +9 |
| Alianza Lima     | 7   | 6 | 2 | 1 | 3 | 5  | 7  | -2 |
| Colón            | 7   | 6 | 2 | 1 | 3 | 5  | 8  | -3 |
| Sporting Cristal | 4   | 6 | 1 | 1 | 4 | 7  | 11 | -4 |

|                  | ALI | CLN | RIV | SCR |
| ---------------- | --- | --- | --- | --- |
| Alianza Lima     | –   | 1-0 | 1-1 | 1–0 |
| Colón            | 1-0 | –   | 1-2 | 1-0 |
| River Plate      | 2-0 | 4-1 | –   | 3-1 |
| Sporting Cristal | 3-2 | 1-1 | 2-3 | –   |

## Classificação para a fase final
Para a determinação das chaves da fase de oitavas de final em diante, ocorreu o cruzamento dos primeiros colocados com os terceiros colocados de grupos distintos. Além disso, ocorreram dois duelos entre segundos colocados de grupos diferentes, e um dos segundos colocados enfrentou o Campeão da edição anterior do torneio.

## Fase Final
A Fase Final da Taça Libertadores de 1998 ocorreu de 15 de abril a 26 de agosto, sendo que houve uma pausa entre as Quartas-de-final e as Semifinais devido à disputa da Copa do Mundo de 1998, na França, que ocorreu de 10 de junho a 12 de julho do mesmo ano.
Em itálico, os times que possuem o mando de campo no primeiro jogo do confronto e em negrito os times classificados.
|  | Oitavas de final          | Oitavas de final          | Oitavas de final          | Oitavas de final          |       |             | Quartas de final        | Quartas de final        | Quartas de final        | Quartas de final        |  |                              | Semifinais                | Semifinais                | Semifinais                | Semifinais                |               |   | Final                       | Final                       | Final                       | Final                       |
|  | 15 de abril e 29 de abril | 15 de abril e 29 de abril | 15 de abril e 29 de abril | 15 de abril e 29 de abril |       |             | 20 de maio a 6 de junho | 20 de maio a 6 de junho | 20 de maio a 6 de junho | 20 de maio a 6 de junho |  |                              | 16 de julho e 22 de julho | 16 de julho e 22 de julho | 16 de julho e 22 de julho | 16 de julho e 22 de julho |               |   | 12 de agosto e 26 de agosto | 12 de agosto e 26 de agosto | 12 de agosto e 26 de agosto | 12 de agosto e 26 de agosto |
|  |                           |                           |                           |                           |       |             |                         |                         |                         |                         |  |                              |                           |                           |                           |                           |               |   |                             |                             |                             |                             |
|  | Nacional                  | 1                         | 0                         | 1                         |       |             |                         |                         |                         |                         |  |                              |                           |                           |                           |                           |               |   |                             |                             |                             |                             |
|  | Grêmio                    | 1                         | 4                         | 5                         |       |             |                         |                         |                         |                         |  |                              |                           |                           |                           |                           |               |   |                             |                             |                             |                             |
|  | Grêmio                    | 1                         | 4                         | 5                         |       | Grêmio      | 1                       | 0                       | 1                       |                         |  |                              |                           |                           |                           |                           |               |   |                             |                             |                             |                             |
|  |                           |                           |                           |                           |       | Grêmio      | 1                       | 0                       | 1                       |                         |  |                              |                           |                           |                           |                           |               |   |                             |                             |                             |                             |
|  |                           | Vasco da Gama             | 1                         | 1                         | 2     |             |                         |                         |                         |                         |  |                              |                           |                           |                           |                           |               |   |                             |                             |                             |                             |
|  | Vasco da Gama             | Vasco da Gama             | 1                         | 1                         | 2     | 2           | 0                       | 2                       |                         |                         |  |                              |                           |                           |                           |                           |               |   |                             |                             |                             |                             |
|  | Vasco da Gama             |                           |                           |                           |       | 2           | 0                       | 2                       |                         |                         |  |                              |                           |                           |                           |                           |               |   |                             |                             |                             |                             |
|  | Cruzeiro                  | 1                         | 0                         | 1                         |       |             |                         |                         |                         |                         |  |                              |                           |                           |                           |                           |               |   |                             |                             |                             |                             |
|  | Cruzeiro                  | 1                         | 0                         | 1                         |       |             |                         |                         |                         |                         |  | Vasco da Gama                | 1                         | 1                         | 2                         |                           |               |   |                             |                             |                             |                             |
|  |                           |                           |                           |                           |       |             |                         |                         |                         |                         |  | Vasco da Gama                | 1                         | 1                         | 2                         |                           |               |   |                             |                             |                             |                             |
|  |                           | River Plate               | 0                         | 1                         | 1     |             |                         |                         |                         |                         |  |                              |                           |                           |                           |                           |               |   |                             |                             |                             |                             |
|  | América                   | River Plate               | 0                         | 1                         | 1     | 1           | 0                       | 1                       |                         |                         |  |                              |                           |                           |                           |                           |               |   |                             |                             |                             |                             |
|  | América                   |                           |                           |                           |       | 1           | 0                       | 1                       |                         |                         |  |                              |                           |                           |                           |                           |               |   |                             |                             |                             |                             |
|  | River Plate               | 1                         | 1                         | 2                         |       |             |                         |                         |                         |                         |  |                              |                           |                           |                           |                           |               |   |                             |                             |                             |                             |
|  | River Plate               | 1                         | 1                         | 2                         |       | River Plate | 2                       | 3                       | 5                       |                         |  |                              |                           |                           |                           |                           |               |   |                             |                             |                             |                             |
|  |                           |                           |                           |                           |       | River Plate | 2                       | 3                       | 5                       |                         |  |                              |                           |                           |                           |                           |               |   |                             |                             |                             |                             |
|  |                           | Colón                     | 1                         | 1                         | 2     |             |                         |                         |                         |                         |  |                              |                           |                           |                           |                           |               |   |                             |                             |                             |                             |
|  | Colón (pen)               | Colón                     | 1                         | 1                         | 2     | 3           | 0                       | 3 (2)                   |                         |                         |  |                              |                           |                           |                           |                           |               |   |                             |                             |                             |                             |
|  | Colón (pen)               |                           |                           |                           |       | 3           | 0                       | 3 (2)                   |                         |                         |  |                              |                           |                           |                           |                           |               |   |                             |                             |                             |                             |
|  | Olimpia                   | 2                         | 1                         | 3 (1)                     |       |             |                         |                         |                         |                         |  |                              |                           |                           |                           |                           |               |   |                             |                             |                             |                             |
|  | Olimpia                   | 2                         | 1                         | 3 (1)                     |       |             |                         |                         |                         |                         |  |                              |                           |                           |                           |                           | Vasco da Gama | 2 | 2                           | 4                           |                             |                             |
|  |                           |                           |                           |                           |       |             |                         |                         |                         |                         |  |                              |                           |                           |                           |                           |               | 2 | 2                           | 4                           |                             |                             |
|  |                           | Barcelona de Guayaquil    | 0                         | 1                         | 1     |             |                         |                         |                         |                         |  |                              |                           |                           |                           |                           |               |   |                             |                             |                             |                             |
|  | Atlético Bucaramanga      | Barcelona de Guayaquil    | 0                         | 1                         | 1     | 1           | 0                       | 1                       |                         |                         |  |                              |                           |                           |                           |                           |               |   |                             |                             |                             |                             |
|  | Atlético Bucaramanga      |                           |                           |                           |       | 1           | 0                       | 1                       |                         |                         |  |                              |                           |                           |                           |                           |               |   |                             |                             |                             |                             |
|  | Bolívar                   | 2                         | 1                         | 3                         |       |             |                         |                         |                         |                         |  |                              |                           |                           |                           |                           |               |   |                             |                             |                             |                             |
|  | Bolívar                   | 2                         | 1                         | 3                         |       | Bolívar     | 1                       | 0                       | 1                       |                         |  |                              |                           |                           |                           |                           |               |   |                             |                             |                             |                             |
|  |                           |                           |                           |                           |       | Bolívar     | 1                       | 0                       | 1                       |                         |  |                              |                           |                           |                           |                           |               |   |                             |                             |                             |                             |
|  |                           | Barcelona de Guayaquil    | 1                         | 4                         | 5     |             |                         |                         |                         |                         |  |                              |                           |                           |                           |                           |               |   |                             |                             |                             |                             |
|  | Barcelona de Guayaquil    | Barcelona de Guayaquil    | 1                         | 4                         | 5     | 2           | 2                       | 4                       |                         |                         |  |                              |                           |                           |                           |                           |               |   |                             |                             |                             |                             |
|  | Barcelona de Guayaquil    |                           |                           |                           |       | 2           | 2                       | 4                       |                         |                         |  |                              |                           |                           |                           |                           |               |   |                             |                             |                             |                             |
|  | Colo-Colo                 | 1                         | 2                         | 3                         |       |             |                         |                         |                         |                         |  |                              |                           |                           |                           |                           |               |   |                             |                             |                             |                             |
|  | Colo-Colo                 | 1                         | 2                         | 3                         |       |             |                         |                         |                         |                         |  | Barcelona de Guayaquil (pen) | 1                         | 1                         | 2 (4)                     |                           |               |   |                             |                             |                             |                             |
|  |                           |                           |                           |                           |       |             |                         |                         |                         |                         |  | Barcelona de Guayaquil (pen) | 1                         | 1                         | 2 (4)                     |                           |               |   |                             |                             |                             |                             |
|  |                           | Cerro Porteño             | 0                         | 2                         | 2 (3) |             |                         |                         |                         |                         |  |                              |                           |                           |                           |                           |               |   |                             |                             |                             |                             |
|  | Alianza Lima              | Cerro Porteño             | 0                         | 2                         | 2 (3) | 1           | 1                       | 2 (1)                   |                         |                         |  |                              |                           |                           |                           |                           |               |   |                             |                             |                             |                             |
|  | Alianza Lima              |                           |                           |                           |       | 1           | 1                       | 2 (1)                   |                         |                         |  |                              |                           |                           |                           |                           |               |   |                             |                             |                             |                             |
|  | Peñarol (pen)             | 0                         | 2                         | 2 (3)                     |       |             |                         |                         |                         |                         |  |                              |                           |                           |                           |                           |               |   |                             |                             |                             |                             |
|  | Peñarol (pen)             | 0                         | 2                         | 2 (3)                     |       | Peñarol     | 2                       | 0                       | 2                       |                         |  |                              |                           |                           |                           |                           |               |   |                             |                             |                             |                             |
|  |                           |                           |                           |                           |       | Peñarol     | 2                       | 0                       | 2                       |                         |  |                              |                           |                           |                           |                           |               |   |                             |                             |                             |                             |
|  |                           | Cerro Porteño             | 0                         | 3                         | 3     |             |                         |                         |                         |                         |  |                              |                           |                           |                           |                           |               |   |                             |                             |                             |                             |
|  | Cerro Porteño             | Cerro Porteño             | 0                         | 3                         | 3     | 1           | 2                       | 3                       |                         |                         |  |                              |                           |                           |                           |                           |               |   |                             |                             |                             |                             |
|  | Cerro Porteño             |                           |                           |                           |       | 1           | 2                       | 3                       |                         |                         |  |                              |                           |                           |                           |                           |               |   |                             |                             |                             |                             |
|  | América de Cali           | 0                         | 1                         | 1                         |       |             |                         |                         |                         |                         |  |                              |                           |                           |                           |                           |               |   |                             |                             |                             |                             |

### Final

#### Jogo de ida
| 12 de agosto  | Vasco da Gama            | 2 – 0     | Barcelona de Guayaquil | Estádio São Januário, Rio de Janeiro        |
| 21:40 (UTC-3) | Donizete 7' · Luizão 35' | Relatório |                        | Público: 36 273 Árbitro: URU Gustavo Méndez |

| Vasco da Gama | Barcelona |

#### Jogo de volta
| 26 de agosto  | Barcelona de Guayaquil | 1 – 2     | Vasco da Gama             | Estádio Monumental Isidro Romero Carbo, Guayaquil |
| 20:10 (UTC-5) | de Avila 79'           | Relatório | Luizão 24' · Donizete 45' | Público: 82 000 Árbitro: ARG Javier Castrilli     |

| Barcelona | Vasco da Gama |

| BARCELONA:        |    |                         |     |     |
|                   |    |                         |     |     |
| GO                | 1  | José Francisco Cevallos |     |     |
| DF                | 18 | Raúl Noriega            |     | 46' |
| DF                | 3  | Holger Quiñonez         | 90' |     |
| DF                | 24 | Jimmy Montanero         | 67' |     |
| DF                | 2  | Luis Gómez              | 40' |     |
| MC                | 5  | Héctor Carabalí         | 78' |     |
| MC                | 8  | Marcelo Morales         |     |     |
| DF                | 17 | Fricson George          |     |     |
| MC                | 13 | Agustin Delgado         | 91' |     |
| AT                | 26 | Antony de Ávila         | 25' |     |
| AT                | 11 | Nicolás Asencio         |     |     |
| Reservas:         |    |                         |     |     |
| GO                | 12 | Emilio Valencia         |     |     |
|                   | 4  | Alberto Montaño         |     |     |
| DF                | 6  | Luis Capurro            |     |     |
|                   | 7  | Carlos Yanes            |     |     |
| MC                | 15 | Washington Aires        |     | 46' |
| MC                | 16 | Julio Rosero            |     |     |
|                   | 23 | Wagner Rivera           |     |     |
| Treinador:        |    |                         |     |     |
| Rubén Darío Insúa |    |                         |     |     |

| VASCO DA GAMA: |    |                |     |     |
|                |    |                |     |     |
| GO             | 1  | Carlos Germano | 70' |     |
| DF             | 10 | Vágner         |     |     |
| DF             | 3  | Odvan          | 10' |     |
| DF             | 4  | Mauro Galvão   |     |     |
| DF             | 5  | Luisinho       |     | 87' |
| MC             | 6  | Felipe         | 95' |     |
| MC             | 8  | Nasa           |     |     |
| MC             | 19 | Juninho        | 55' |     |
| MC             | 16 | Pedrinho       |     | 74' |
| AT             | 9  | Luizão         |     | 82' |
| AT             | 7  | Donizete       | 93' |     |
| Reservas:      |    |                |     |     |
| GO             | 12 | Márcio Cazorla |     |     |
| MC             | 11 | Ramon          | 78' | 74' |
| DF             | 15 | Alex           |     | 82' |
| MC             | 17 | Nélson         |     |     |
| DF             | 18 | Válber         |     |     |
| AT             | 21 | Mauricinho     |     |     |
| DF             | 2  | Vítor          |     | 87' |
| Treinador:     |    |                |     |     |
| Antônio Lopes  |    |                |     |     |

## Premiação
| Campeão da Copa Libertadores da América 1998 |
| -------------------------------------------- |
| VASCO DA GAMA Campeão (1º título)            |

## Campanha do Campeão

### Artilheiros
7 gols
- Luizão

5 gols
- Donizete Pantera

2 gols
- Pedrinho

1 gol
- Juninho Pernambucano
- Richardson
- Ramon Menezes

### Assistências
3 Assistências
- Luizão
- Juninho Pernambucano

2 Assistências
- Felipe Maestro
- Ramon Menezes

1 Assistência
- Donizete Pantera
- Mauro Galvão

## Maiores públicos
Esses são os dez maiores públicos da Libertadores:
| Nº | Público[i] | Mandante               | Placar | Visitante          | Estádio                  | Data         | Fase             |
| -- | ---------- | ---------------------- | ------ | ------------------ | ------------------------ | ------------ | ---------------- |
| 1  | 85.000     | América                | 2–0    | Chivas Guadalajara | Azteca                   | 24 de março  | Segunda Fase     |
| 2  | 82.000     | Barcelona de Guayaquil | 1–2    | Vasco da Gama      | Monumental Isidro Romero | 26 de agosto | Final            |
| 3  | 65.000     | Barcelona de Guayaquil | 1–0    | Cerro Porteño      | Monumental Isidro Romero | 16 de julho  | Semifinais       |
| 4  | 62.764     | Cruzeiro               | 0–0    | Vasco da Gama      | Mineirão                 | 29 de abril  | Oitavas-de-final |
| 5  | 60.000     | Barcelona de Guayaquil | 1–0    | América de Cali    | Monumental Isidro Romero | 13 de março  | Segunda Fase     |
| 6  | 60.000     | América                | 1–1    | River Plate        | Azteca                   | 22 de abril  | Oitavas-de-final |
| 7  | 50.032     | Grêmio                 | 1–1    | Vasco da Gama      | Olímpico Monumental      | 4 de março   | Segunda Fase     |
| 8  | 50.000     | Barcelona de Guayaquil | 2–1    | Colo-Colo          | Monumental Isidro Romero | 15 de abril  | Oitavas-de-final |
| 9  | 45.000     | Peñarol                | 2–1    | Alianza Lima       | Centenario               | 29 de abril  | Oitavas-de-final |
| 10 | 42.500     | Alianza Lima           | 1–1    | River Plate        | La Bombonera             | 12 de março  | Segunda Fase     |

- i. ^ Considera-se apenas o público pagante

## Artilharia
| 10 gols (1) - Sérgio João (Bolívar) 7 gols (2) - Ángel (River Plate) - Luizão (Vasco) 6 gols (1) - Luis Monzón (Olimpia) 5 gols (3) - Donizete (Vasco) - Guilherme (Grêmio) - José Franco (Peñarol) 4 gols (4) - Agustín Delgado (Barcelona) - Gustavo Nápoles (Chivas Guadalajara) - Hugo Ovelar (Cerro Porteño) - Juan Paredes (Cerro Porteño) 3 gols (15) - Beto (Grêmio) - Esteban Fuertes (Colón) - Gabriel Cedrés (América do México) - Gustavo Restrepo (Atlético Bucaramanga) - Héctor Tapia (Colo-Colo) - Manuel Neira (Colo-Colo) - Mario Regueiro (Nacional) - Martín Cardetti (River Plate) - Milton Núñez (Nacional) - Nicolás Asencio (Barcelona) - Nílson (Sporting Cristal) - Paulo César Chávez (Chivas Guadalajara) | 3 gols (continuação) - Ramón Ramírez (Chivas Guadalajara) - Ricardo Peláez (América do México) - Ricardo Pérez (América de Cali) 2 gols (21) - Alberto García Aspe (América do México) - Andrés Mendoza (Alianza Lima) - Antony de Ávila (Barcelona) - Carlos Aguilera (Peñarol) - David Bisconti (Universidad Catolica) - Éber Fernández (Cerro Porteño) - Edu Monteiro (Oriente Petrolero) - Gabriel González (Olimpia) - Jorge Valdez (Olimpia) - Juan Bazalar (Alianza Lima) - Juan Pablo Sorín (River Plate) - Marcelo Escudero (River Plate) - Marcelo Saralegui (Colo-Colo) - Mauro Caballero (Olimpia) - Miguel Asprilla (Alianza Lima) - Nelson Zelaya (Olimpia) - Pablo Aimar (River Plate) - Pedrinho (Vasco) - Sebastián Sandoval (Colo-Colo) - Sergio Vergara (Cerro Porteño) - Walter Pandiani (Peñarol) - Waldir Sáenz (Alianza Lima) Gols-contra (9) - Carlos Asprilla (América de Cali, para o Barcelona) - Carlos García (Zulia, para o América do México) - Juan Pablo Sorín (River Plate, para o Colón) |

## Classificação geral
Oficialmente, a CONMEBOL não reconhece uma classificação geral de participantes na Copa Libertadores. A tabela a seguir classifica as equipes de acordo com a fase alcançada e considerando os critérios de desempate.
| Classificação final             | Classificação final    | Classificação final | Classificação final | Classificação final | Classificação final | Classificação final | Classificação final | Classificação final | Classificação final | Classificação final | Classificação final |
| Pos.                            | Times                  | P                   | J                   | V                   | E                   | D                   | GP                  | GC                  | SG                  |                     |                     |
| ------------------------------- | ---------------------- | ------------------- | ------------------- | ------------------- | ------------------- | ------------------- | ------------------- | ------------------- | ------------------- | ------------------- | ------------------- |
| Campeão                         |                        |                     |                     |                     |                     |                     |                     |                     |                     |                     |                     |
| 1                               | Vasco da Gama          | 28                  | 14                  | 8                   | 4                   | 2                   | 17                  | 7                   | +10                 |                     |                     |
| Vice-campeão                    |                        |                     |                     |                     |                     |                     |                     |                     |                     |                     |                     |
| 2                               | Barcelona de Guayaquil | 20                  | 14                  | 5                   | 5                   | 4                   | 17                  | 13                  | +4                  |                     |                     |
| Eliminados nas semifinais       |                        |                     |                     |                     |                     |                     |                     |                     |                     |                     |                     |
| 3                               | River Plate            | 27                  | 12                  | 8                   | 3                   | 1                   | 23                  | 11                  | +12                 |                     |                     |
| 4                               | Cerro Porteño          | 19                  | 12                  | 6                   | 1                   | 5                   | 14                  | 14                  | 0                   |                     |                     |
| Eliminados nas quartas de final |                        |                     |                     |                     |                     |                     |                     |                     |                     |                     |                     |
| 5                               | Bolívar                | 20                  | 10                  | 6                   | 2                   | 2                   | 14                  | 13                  | +1                  |                     |                     |
| 6                               | Peñarol                | 16                  | 10                  | 5                   | 1                   | 4                   | 16                  | 10                  | +6                  |                     |                     |
| 7                               | Grêmio                 | 16                  | 10                  | 5                   | 1                   | 4                   | 11                  | 8                   | +3                  |                     |                     |
| 8                               | Colón                  | 13                  | 10                  | 4                   | 1                   | 5                   | 12                  | 16                  | -4                  |                     |                     |
| Eliminados nas oitavas de final |                        |                     |                     |                     |                     |                     |                     |                     |                     |                     |                     |
| 9                               | América                | 16                  | 12                  | 4                   | 4                   | 4                   | 14                  | 8                   | +6                  |                     |                     |
| 10                              | Olimpia                | 13                  | 8                   | 4                   | 1                   | 3                   | 17                  | 11                  | +6                  |                     |                     |
| 11                              | América de Cali        | 11                  | 8                   | 3                   | 2                   | 3                   | 11                  | 8                   | +3                  |                     |                     |
| 12                              | Alianza Lima           | 10                  | 8                   | 3                   | 1                   | 4                   | 7                   | 9                   | -2                  |                     |                     |
| 13                              | Colo-Colo              | 8                   | 8                   | 2                   | 2                   | 4                   | 11                  | 14                  | -3                  |                     |                     |
| 14                              | Atlético Bucaramanga   | 7                   | 8                   | 2                   | 1                   | 5                   | 6                   | 10                  | -4                  |                     |                     |
| 15                              | Nacional               | 7                   | 8                   | 2                   | 1                   | 5                   | 12                  | 17                  | -5                  |                     |                     |
| 16                              | Cruzeiro               | 1                   | 2                   | 0                   | 1                   | 1                   | 1                   | 2                   | -1                  |                     |                     |

| Eliminados na fase de grupos |                      |    |    |   |   |   |    |    |    |
| Pos.                         | Times                | P  | J  | V | E | D | GP | GC | SG |
| 17                           | Chivas Guadalajara   | 16 | 10 | 5 | 1 | 4 | 14 | 12 | +2 |
| 18                           | Universidad Católica | 7  | 6  | 2 | 1 | 3 | 5  | 8  | -3 |
| 19                           | Deportivo Quito      | 5  | 6  | 1 | 2 | 3 | 3  | 9  | -6 |
| 20                           | Oriente Petrolero    | 5  | 6  | 1 | 2 | 3 | 7  | 15 | -8 |
| 21                           | Sporting Cristal     | 4  | 6  | 1 | 1 | 4 | 7  | 11 | -4 |
| Eliminados na primeira fase  |                      |    |    |   |   |   |    |    |    |
| 22                           | Caracas              | 5  | 4  | 1 | 2 | 1 | 4  | 6  | -2 |
| 23                           | Atlético Zulia       | 0  | 4  | 0 | 0 | 4 | 4  | 13 | -9 |